# Augustin-Léon Guillaume
Augustin-Léon Guillaume, francoski general, * 30. julij 1895, Guillestre, Francija, † 9. marec 1983, Guillestre, Francija.